# 沃伊捷赫·图卡
沃伊捷赫·拉扎尔·“贝洛”·图卡 (Vojtech Lázar "Béla" Tuka；1880年7月4日～1946年8月20日）是为斯洛伐克政治家。1939年至1945年期间曾任斯洛伐克第一共和国总理和外交部长。其大力推动了将斯洛伐克的犹太人送往波兰总督府的德国集中营的行动。他也是斯洛伐克人民党激进派的领导人。
图卡，马扎尔名为贝洛；出生于匈牙利王国洪特的黑吉巴尼亚（今斯洛伐克什佳夫尼茨凯巴内）。他在布达佩斯、柏林和巴黎的大学学习法律；并成为匈牙利王国最年轻的教授，其后在匈牙利佩奇教授法律；1914至1919年期间他于布拉迪斯拉发伊丽莎白大学教授法律。1919年该大学解散后，其后于布拉迪斯拉发担任编辑工作。
1918年底捷克斯洛伐克成立后，他加入支持斯洛伐克自治的斯洛伐克人民党。斯洛伐克日益高涨的分离主义情绪后来使图卡得以上台。1919年，他作为斯洛伐克支部提名人被选入全国基督教社会主义党主席团。1923年，他成立了准军事组织“家园卫士”（Rodobrana）。图卡也在捷克斯洛伐克议会之中担任代表。